# Medalha de Suvorov
A Medalha de Suvorov  (em russo: Меда́ль Суво́рова, tr. Medal' Suvórova) é uma condecoração estatal da Federação Russa. Foi instituída por decreto do Presidente da Federação Russa em 2 de março de 1994, nº 442, "Sobre as condecorações estatais da Federação Russa". O autor do esboço da medalha é o artista honorário da Federação Russa A. V. Baklanov.
A condecoração leva o nome do comandante russo Generalíssimo Aleksandr Suvorov (1730–1800). De acordo com seu regulamento, é concedida a militares por coragem e bravura pessoal demonstradas na defesa da Pátria e dos interesses do Estado da Federação Russa em combates terrestres, em serviço de combate e prontidão, em exercícios e manobras, na proteção das fronteiras do país, bem como por excelente desempenho no treinamento militar e instrução de campo.
A Medalha de Suvorov não possui equivalente no sistema de condecorações da URSS. Pesquisadores a consideram uma medalha voltada principalmente para militares das forças terrestres, embora existam casos de concessão a membros da Marinha Russa. Até 2014, mais de 60 mil pessoas haviam sido condecoradas com a Medalha de Suvorov.

## Contexto histórico

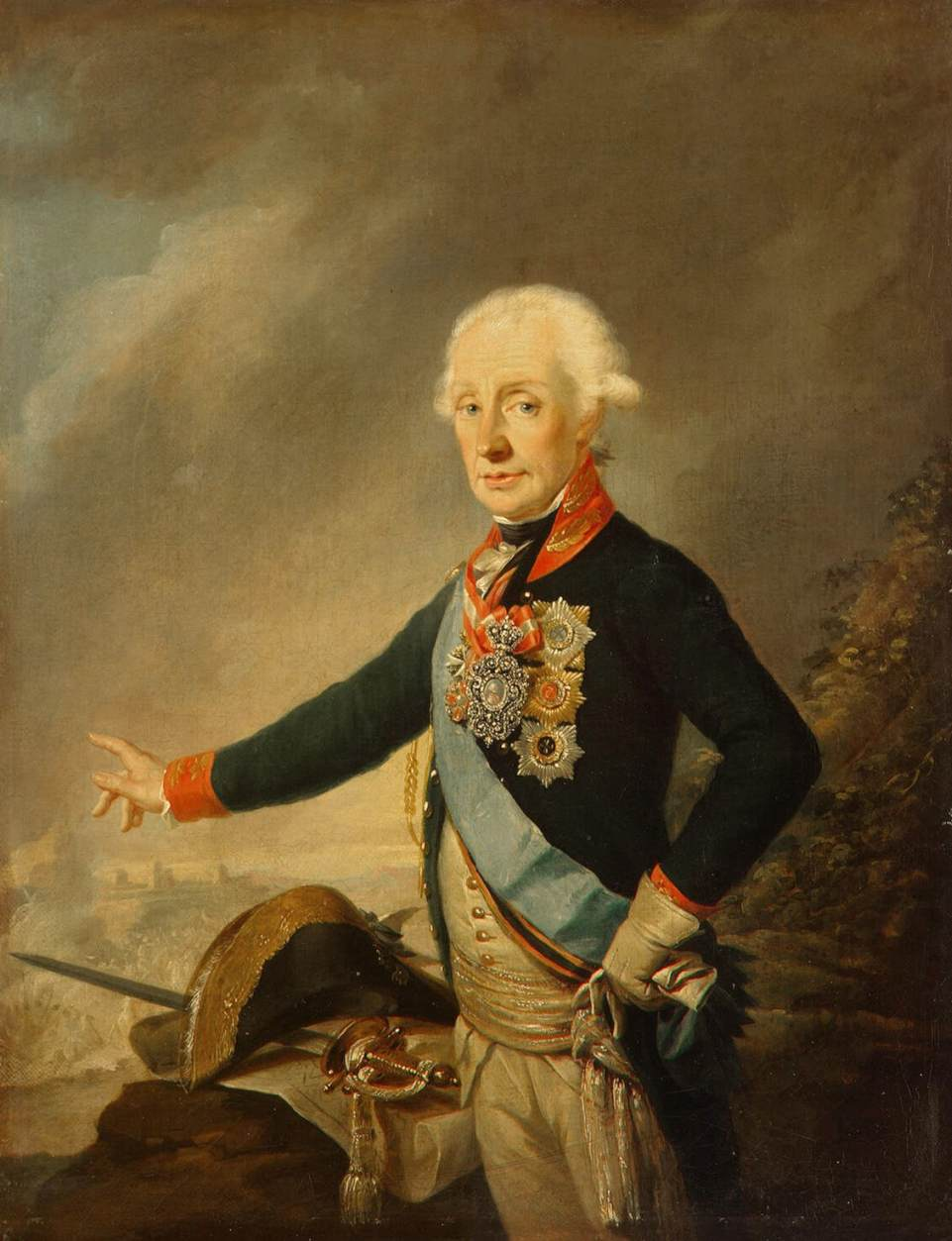
Retrato de Aleksandr Suvorov por Joseph Kreuzinger, 1799

Aleksandr Vassilievitch Suvorov nasceu em 1730 (segundo outras fontes, em 1729), em Moscou, na família do general Vasily Suvorov. Ingressou no serviço militar ativo em 1748, e sua trajetória em combate começou durante a Guerra dos Sete Anos (1756–1763). Destacou-se na Guerra Russo-Turca de 1768–1774 e demonstrou plenamente seu talento militar na campanha de 1787–1791. Foi aposentado em 1797, mas retornou ao serviço em 1799, ano em que, em reconhecimento por suas vitórias, o imperador Paulo I concedeu-lhe o título de generalíssimo. Morreu em 1800, em São Petersburgo.
Ao longo de sua carreira, Suvorov participou de mais de 60 batalhas e combates — vencendo todos. Segundo o historiador Vladimir Zolotariov, essas vitórias foram resultado de sua força de vontade, capacidade de avaliar corretamente a situação e tomar decisões acertadas sob pressão, mesmo assumindo riscos calculados. A estratégia avançada adotada por ele também foi decisiva para seu sucesso. Especialistas o consideram não apenas uma figura central na história militar russa, mas também um dos maiores comandantes da história mundial, com contribuições marcantes tanto na teoria quanto na prática militar.
Suvorov é visto como um dos fundadores da arte militar russa, tendo criado uma abordagem inovadora para o treinamento e a formação das tropas. Entre os comandantes formados sob sua liderança estão Pyotr Bagration, Mikhail Kutuzov, Mikhail Miloradovitch e Andrei Rozenberg.

## Pré-requisitos para o surgimento e estabelecimento da medalha

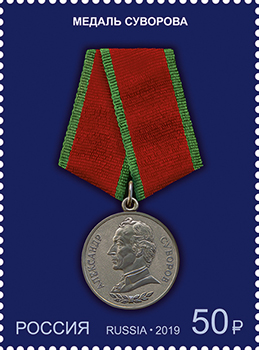
Medalha de Suvorov em um selo postal russo de 2019

Durante a Grande Guerra Patriótica, a União Soviética instituiu ordens e medalhas com os nomes de famosos comandantes militares russos. Em julho de 1942, foi criado a Ordem de Suvorov por decreto do Presidium do Soviete Supremo da URSS. Essa condecoração era destinada a comandantes do Exército Vermelho "pelos notáveis êxitos no comando das tropas" e possuía três classes. O projeto da medalha foi elaborado pelo arquiteto e artista soviético Pyotr Skokan, que representou Aleksandr Suvorov de perfil para garantir um retrato mais característico e reconhecível.
Após o fim da URSS, a ordem foi mantida no sistema de condecorações da Federação Russa por meio do decreto de 2 de março de 1992, nº 2424-1. Posteriormente, o Decreto Presidencial nº 1099, de 7 de setembro de 2010, estabeleceu o estatuto moderno e a descrição atualizada da condecoração.
Apesar da criação de medalhas com nomes de almirantes russos durante a era soviética — como as medalhas Ushakov e Nakhimov, instituídas em 1944 —, não existia uma medalha com o nome de Suvorov no sistema de condecorações da URSS. A medalha de Ushakov foi mantida na Rússia e seu design original, desenvolvido pelo artista A. L. Diodorov e pelo capitão de 1ª classe B. M. Khomich, permaneceu praticamente inalterado.
A Medalha de Suvorov foi finalmente instituída pela Federação Russa no Decreto Presidencial nº 442, de 2 de março de 1994, junto a outras novas condecorações. Seu design foi criado por Aleksandr Baklanov, artista principal da Casa da Moeda de São Petersburgo e artista honorário da Federação Russa. O regulamento da medalha passou por alterações posteriores, incluindo decretos presidenciais de 6 de janeiro de 1999 e 7 de setembro de 2010.

## Estatuto
De acordo com o regulamento da condecoração, aprovado pelo Decreto Presidencial da Federação Russa nº 1099, de 7 de setembro de 2010, "Sobre as medidas para o aperfeiçoamento do sistema estatal de condecorações da Federação Russa", a Medalha de Suvorov é concedida a militares “pelo coragem e bravura pessoais demonstrados na defesa da Pátria e dos interesses do Estado da Federação Russa em combates terrestres, durante o serviço de combate e em missões de prontidão, em treinamentos e manobras, na proteção da fronteira estatal, bem como por desempenho exemplar na preparação militar e adestramento em campo”.
A medalha é usada no lado esquerdo do peito e, quando em conjunto com outras medalhas da Federação Russa, é posicionada após a Medalha "Por Bravura". Desde 2011, está previsto o uso de uma versão miniatura da medalha “para ocasiões especiais e uso cotidiano”, sendo posicionada também após a versão miniatura da Medalha "Por Bravura".
Quando usada apenas a fita da medalha sobre o uniforme, sua posição na barra de fitas segue a mesma ordem: após a fita da medalha "Por Bravura".
A Medalha de Suvorov pode ser concedida postumamente.

## Descrição

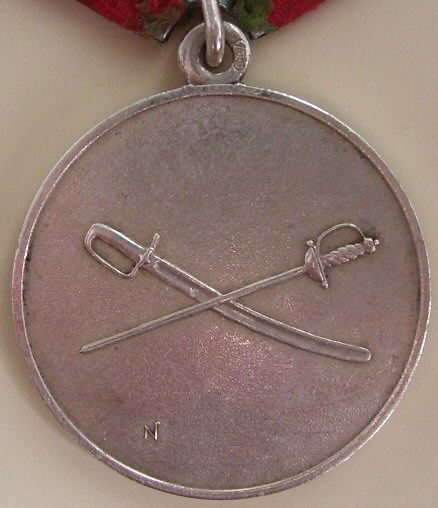
Reverso da medalha

A Medalha de Suvorov é confeccionada em prata e possui formato circular com 32 milímetros de diâmetro, apresentando bordas em relevo em ambos os lados.
No anverso da medalha há uma imagem em relevo de busto de Suvorov voltado para a esquerda. Na parte superior, está inscrito em letras em relevo: ALEKSANDR SUVOROV (em russo: «АЛЕКСАНДР СУВОРОВ»); na parte inferior, há um ramo de louro também em relevo.
O reverso traz ao centro uma imagem em relevo de uma espada e um sabre cruzados, e abaixo está gravado o número da medalha.
A medalha é presa por uma argola a um suporte pentagonal forrado por uma fita moiré de seda vermelha com faixas verdes nas bordas. A fita tem 24 mm de largura, sendo que as faixas verdes possuem 3 mm.
No uniforme, usa-se uma barra com a fita da medalha de 8 mm de altura e 24 mm de largura. A versão miniatura da medalha tem 16 mm de diâmetro e também é usada presa a uma pequena base.

## Premiados

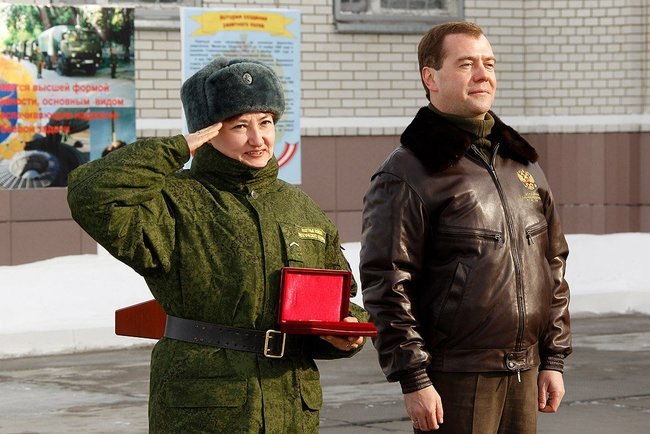
Entrega da Medalha de Suvorov a uma militar do 626.º Regimento de Mísseis, Cabo Svetlana Epifanova, 21 de fevereiro de 2012

A primeira condecoração com a Medalha de Suvorov ocorreu em julho de 1995. Os marinheiros da guarda Oleg Sidorov e Vladimir Kish, do batalhão de fuzileiros navais da Frota do Báltico da Marinha Russa, foram agraciados pela missão na Chechênia. Segundo a revista Kommersant Vlast, até março de 2014, mais de 60 mil pessoas já haviam sido condecoradas com a medalha. A legislação russa não prevê benefícios especiais para os agraciados com essa condecoração.
Ainda de acordo com a Kommersant Vlast, a maioria das medalhas Suvorov foi concedida durante a primeira e segunda guerra da Chechênia. Também foram agraciados militares da 202.ª Brigada Aerotransportada, que realizou uma marcha até Pristina em 1999, e participantes da guerra na Geórgia, em 2008. A organização Bellingcat, em uma investigação baseada em fotos de condecorações publicadas por militares russos em redes sociais entre 2014 e 2015, identificou 13 medalhas Suvorov concedidas nesse período. Com base na numeração das medalhas, os investigadores estimaram que, de novembro de 2014 a dezembro de 2015, foram entregues 2.570 medalhas, com uma média diária de 6,8 concessões, número superior ao da época dos conflitos na Chechênia (5,5 por dia). O auge dessas concessões, associadas à guerra no leste da Ucrânia, teria terminado em fevereiro de 2015.

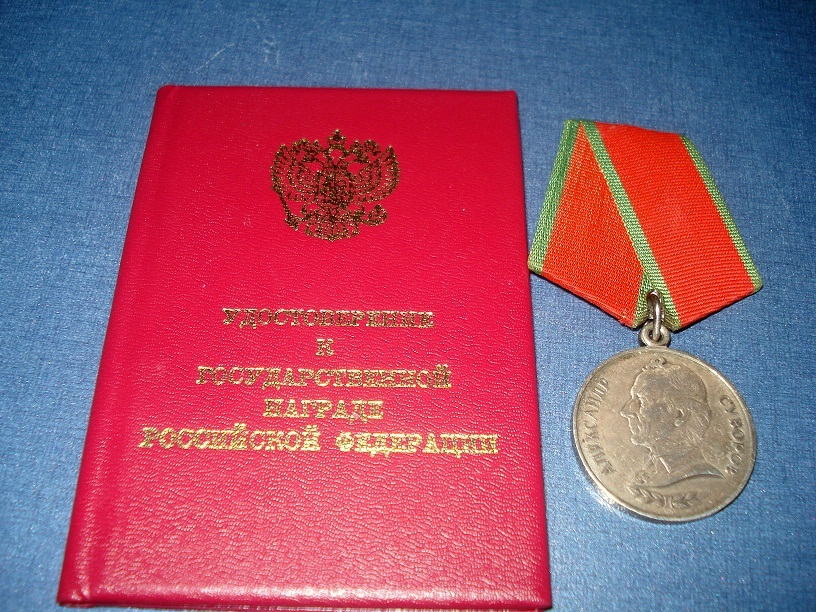
Medalha de Suvorov com certificado

A medalha Suvorov é considerada uma condecoração voltada a militares das forças terrestres. O pesquisador K. A. Shchegolev, por exemplo, descreve a Medalha de Ushakov como o "análogo naval" da Medalha de Suvorov, e a Medalha de Nesterov como o equivalente para a força aérea. Apesar disso, há registros de marinheiros condecorados com a Medalha de Suvorov, como em 13 de julho de 2009, quando o presidente Dmitry Medvedev a entregou a militares da Marinha envolvidos em operações de segurança marítima e combate à pirataria na costa da Somália.
Em 20 de fevereiro de 2014, o tenente-coronel Sergei Platonov foi condecorado por liderar a evacuação da população da vila de Ivanovka, no Oblast de Amur, durante enchentes no outono de 2013.
Em 2005, foi noticiado que o suboficial G. V. Uminsky havia recusado condecorações estatais, incluindo a Medalha de Suvorov, como forma de protesto contra uma decisão judicial sobre compensação por danos à sua saúde causados durante os combates na Chechênia. No entanto, os jornais Rossiyskaya Gazeta e Krasnaya Zvezda afirmaram que, segundo o Ministério da Defesa, Uminsky nunca foi oficialmente condecorado ou indicado a tais honrarias.